# Берницын, Андрей Анатольевич
Андрей Анатольевич Берницын (3 ноября 1958, Ленинград, СССР — 27 июня 2019, Санкт-Петербург), советский спортсмен, чемпион России, СССР, Европы, мира по водно-моторному спорту. Пилот Формулы — 1 (H20).

## Биография
Родился 3 ноября 1958 года в городе Ленинграде. В 1973 году окончил школу № 519 Московского района. С 1974 по 1978 г. учился в Ленинградском машиностроительном техникуме, по распределению был направлен на (завод Климова). В 1973 году начал заниматься водно-моторным спортом в спортивном обществе «Трудовые резервы», его тренером был Александр Беляевский. Свои первые шаги Андрей Анатольевич проделал на катерах класса SB. Профессиональный гонщик, был тренером 55-го клуба ВМФ России.
В 1975 году присвоено звание кандидата в мастера спорта по водно-моторному спорту, затем мастера спорта. Звание мастера спорта международного класса получил, заняв первое место на Чемпионате Европы в Выборге, затем получил звание заслуженного мастера спорта.
В 1979 году был призван на службу в Военно-морской флот, старший мичман. Большая часть деятельности пришлась на 55-й яхт-клубе ленинградской военно-морской базы на Васильевском острове вплоть до 2005 года.
Выступая на международных соревнованиях, использовал в том числе скутеры собственной конструкции, устанавливая новые рекорды в скорости.
Андрей Берницын участник гонок во многих классах на протяжении почти 40 лет. Представлял страну в качестве пилота в гонках Формулы 1 на воде.
Гонщик и победитель круглосуточных марафонов на испытание техники и пилотов вокруг Петропавловской крепости на РИБах чемпионата «24 часа Санкт-Петербурга».
После прекращения участия в соревнованиях продолжил спортивную карьеру в качестве тренера по водно-моторному спорту, также помогал организовывать и сопровождать проведение соревнований в России.
Является автором книги, автором изобретения.
Похоронен на Волковском кладбище в Санкт-Петербурге.

## Спортивные достижения
- 1981 год — Чемпион Вооруженных Сил, Чемпион СССР в классe S-350[8];
- 1981 год — Чемпион Европы в классе S-350;[8]
- 1982 год — Чемпион Европы в Выборге в классе SB (S-350);[8]
- 1983 год- Победитель Кубка СССР 0-350;[8]
- 1985 год- Вице-Чемпион Мира в классе 0-500 (Италия и Австрия), Чемпион СССР;[8]
- 1987 год- Победитель кубка «Дружба и братство соц. стран», призёр чемпионата Мира в классе 0-350 (Венгрия); Вице-Чемпион в классе 0-500 (СССР);[8]
- 1988 год — Победитель кубка «Дружба и братство соц. стран», Чемпион СССР;[8]
- 1989 год — 2-е место на чемпионате Европы в классе 0-500 (Италия), Чемпион Вооруженных Сил СССР;[8]
- 1990 год — Вице-чемпион мира в классе 0-350, чемпион СССР, победитель международных соревнований в Гамбурге (Германия), класс 0-500;[8]
- 1992 год — Победитель международных соревнований в Берлине в классе 0-500;[8]
- 1993 год — 2-место на чемпионате Европы в классе 0-350 (Италия);[8]
- 1994 год — Чемпион вооруженных сил, Чемпион Европы в классе 0-350, Чемпион Мира в классе 0-350 в Германии[9].
- 2004 год — Чемпион Европы в классе Endurance Class 5, Чемпион Мира в классе Endurance Class 5, Россия;
- 2005 год — Чемпион Мира в классе Endurance Class 4, Россия;
- 2007 год — Чемпион Европы в классе Endurance Class 5; Россия;[9]
- 2008 год — 2-е место на чемпионате Европы в классе Endurance Class 5, Россия;
- 2009 год — 3-е место на чемпионате Европы в классе Endurance Class 5, Россия;
- 2010 год — Чемпион Европы в классе Endurance Class 3, Россия;
- 2010 год — 3-е место на чемпионате Мира в классе Endurance Class 5, Россия.